# Cymbula granatina
Cymbula granatina is een slakkensoort uit de familie Patellidae. De wetenschappelijke naam werd gepubliceerd in 1758 door Carl Linnaeus in de tiende editie van Systema naturae.